# Petrovac na Moru
Pour les articles homonymes, voir Petrovac et Moru.

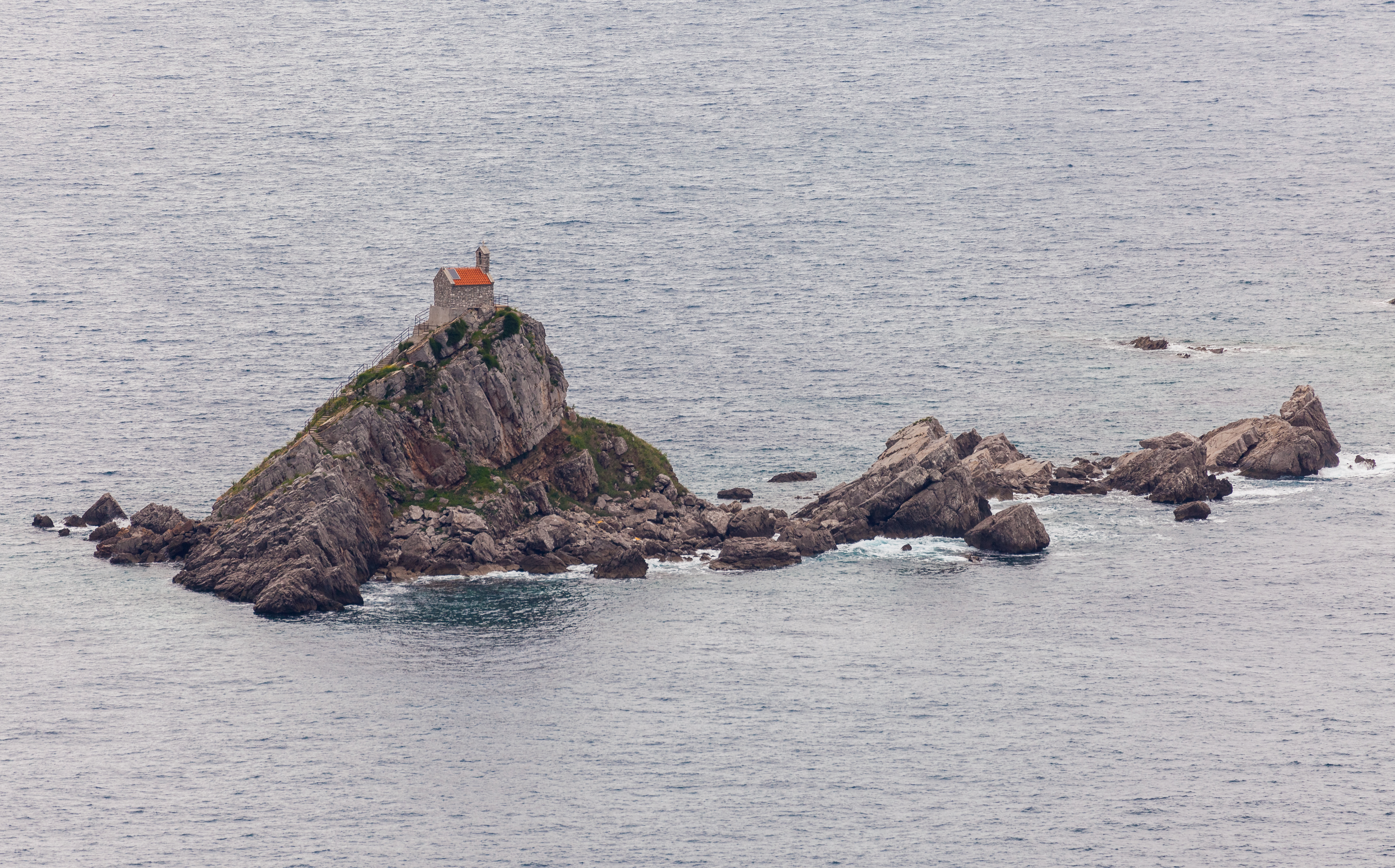
Eglise de Ste Neđelja

Petrovac na Moru ou, plus simplement, Petrovac, est une ville côtière du Monténégro, située au bord de la mer Adriatique. Selon le recensement de 2003, la ville compte 1485 habitants. La ville se situe sur la route entre Budva et Bar. Elle appartient à la région administrative de Budva.
Petrovac est une destination touristique populaire avec ses 600 mètres de plage de sable située dans une baie.

## Démographie

### Évolution historique de la population
| 1948 | 1953 | 1961 | 1971 | 1981  | 1991  | 2003  |
| ---- | ---- | ---- | ---- | ----- | ----- | ----- |
| 284  | 528  | 547  | 942  | 1 225 | 1 407 | 1 485 |